# Banshee
Banshee是GNOME的一個跨平台的開放原始碼媒体播放器。Banshee建基於Mono與Gtk#之上，使用GStreamer多媒體平台進行編碼，並可對多種音樂格式進行解碼，包括了Ogg Vorbis、MP3與FLAC。Banshee可以播放、匯入與燒錄音頻光碟以及與數款便攜媒體播放器同步音樂，包括蘋果公司的iPod與Creative Zen播放器。儲存在iPod上的音樂可直接播放而不需經過同步，而儲存在Banshee資料庫的唱片封面會傳送到iPod。對MTP協定、PlaysForSure裝置以及Rio Karma播放器的支援預定會在不久的將來加入。
Banshee在Ubuntu 11.04 Alpha 3中取代Rhythmbox，成為系統的預設媒體播放器。

## 插件
Banshee採用一個可使用插件的架構，因此可高度的擴展與用戶化。現時穩定的插件包括：
- Audioscrobbler：加入將已播放歌曲報告到用戶的Last.fm播放清單的能力。
- Podcasting：允許Banshee訂閱Podcast饋送，會定期更新。另有一個利用Podcast Alley（页面存档备份，存于）的"Find new podcasts"功能。
- DAAP音樂共享：允許與iTunes及其他兼容DAAP的音樂軟體共享音樂資料庫，當前版本的Banshee只部份地與iTunes 7兼容。iTunes 7可開啓Banshee的資料庫，但Banshee無法開啓iTunes 7的資料庫。
- 使用Musicbrainz的元數據搜尋器：為庫料庫中的項目自動擷取缺少與增補的元數據，包括唱片封面。
- 使用Last.fm的音樂推介：基於現時播放的歌曲來推介音樂
- 微型模式插件：提供一個包括最低限度播放控制器與歌曲資訊的小型視窗
- 於GNOME支援多媒體按鍵：在透過GNOME配置時Banshee可經由多媒體按鍵控制
- 廣播：提供對互聯網串流廣播電台的支援
- 通知區域圖示：在GNOME的通知區域加入圖示

## Helix Banshee
Helix Banshee是一個Banshee的修改版，包含在某些Linux分發版如openSUSE當中。Helix Banshee包含了Banshee核心，經過修改以使用Helix框架，與Banshee不同，Helix Banshee使用Helix引擎進行播放。

## 外部連結
- 官方網站
- Helix Banshee（页面存档备份，存于）